# Live (Deftones)
Live è il primo EP del gruppo musicale statunitense Deftones, pubblicato il 10 aprile 1999 dalla Maverick Records.

## Descrizione
Contiene i brani eseguiti dal vivo ad Amsterdam nel 1997 e pubblicati in precedenza nelle due parti del singolo My Own Summer (Shove It), presente nel secondo album in studio Around the Fur e pubblicato nel 1998. La versione di My Own Summer (Shove It) contenuta in questo EP è la medesima versione in studio presente in Around the Fur
In Giappone venne commercializzata una versione intitolata Live Tracks, nella quale è assente My Own Summer (Shove It).

## Tracce
1. My Own Summer (Shove It) – 3:35
2. Root (Live) – 4:35
3. Nosebleed (Live) – 4:22
4. Lifter (Live) – 4:48
5. Lotion (Live) – 3:54
6. Fireal - Swords (Live) – 6:22
7. Bored (Live) – 5:15

## Formazione
- Chino Moreno – voce
- Stephen Carpenter – chitarra
- Chi Cheng – basso, cori
- Abe Cunningham – batteria